# Franz Böhm (Philosoph)
Franz Josef Böhm (* 16. März 1903 in München; † Anfang März 1946 in Lebedjan) war ein deutscher Philosoph. 
Als Neukantianer promoviert und habilitiert, nahm er in der Zeit des Nationalsozialismus auch völkische Elemente in sein Werk auf. Er übernahm Anfang 1938 an der Universität Heidelberg im Anschluss an eine Vertretungszeit das vakante Extraordinariat Ernst Hoffmanns, sein Wirken dort blieb jedoch auch aufgrund seines Einzugs zur Wehrmacht im Jahr 1940 begrenzt. Ende 1941 erhielt Böhm einen Lehrstuhl an der Reichsuniversität Straßburg, musste sich jedoch wegen seines Militärdienstes auf publizistische Beiträge beschränken. Nach dem Krieg konnte er seine akademische Laufbahn nicht mehr fortsetzen, er starb in einem Kriegsgefangenenlager.

## Leben
Böhm war Sohn eines Stabsarztes und wuchs in Nürnberg auf, wo er 1923 sein Abitur am Humanistischen Melanchthon-Gymnasium ablegte. Er begann sein Studium in Würzburg, wechselte 1924 nach zwei Semestern nach Heidelberg und studierte dort außer Philosophie auch Kunstgeschichte und Allgemeine Staatslehre. 1928 promovierte er mit seiner Arbeit Logik der Ästhetik bei Heinrich Rickert. Im Sommer 1932 legte er seine Habilitationsschrift Ontologie der Geschichte vor. In beiden Werken präsentierte sich Böhm als (nach Christian Tilitzki „geradezu sklavisch[en]“) Anhänger des Neukantianismus.
Nachdem Karl Jaspers 1937 in den Ruhestand versetzt worden war, schlug Dekan Hubert Schrade dem Rektor Ernst Krieck Mitte August jenes Jahres vor, auf eine Wiederbesetzung des Lehrstuhls wegen der „augenblicklichen Lage der Philosophie in Deutschland“ zu verzichten, stattdessen sollte das vakante Extraordinariat Ernst Hoffmanns durch einen Philosophen besetzt werden. Der Vorschlag wurde positiv aufgenommen, weil das Reichserziehungsministerium ohnehin einen Abbau der philosophischen Lehrstühle forcierte. Beim im Dezember präsentierten Dreiervorschlag aus Böhm, Hans-Georg Gadamer und Erwin Metzke nahm Böhm mit Abstand die Favoritenrolle ein, da er schon seit längerer Zeit in der Gunst Kriecks stand. Der Vorschlag nahm dabei Bezug auf Böhms im Herbst 1937 vollendetes Werk Anticartesianismus. Deutsche Philosophie im Widerstand, das als vielversprechender Versuch gewertet wurde, eine nationalsozialistische Neuinterpretation der Philosophiegeschichte vorzunehmen, die nur als „Weltanschauungsgeschichte“ fortbestehen könne. Böhm habe sich damit völlig vom Einfluss Rickerts gelöst, dies sei daran zu erkennen, dass er sich nicht länger abstrakter Begriffe bediene und nicht der Versuchung unterliege, Begriffsgeschichte als Geschichte der Philosophie hinzustellen. Böhm, der am 31. Mai 1937 die Aufnahme in die NSDAP beantragte und rückwirkend zum 1. Mai desselben Jahres aufgenommen wurde (Mitgliedsnummer 4.354.266), aber sonst nicht weiter politisch hervorgetreten war, wurde daraufhin mit einem Vertretungsauftrag für das Extraordinariat betraut, welches ihm schließlich Anfang 1938 übertragen wurde. Das Reichserziehungsministerium bestätigte dies ohne weiteren Kommentar und ohne einen Personalvorschlag präsentiert zu haben.
1940 wurde Böhm einberufen. Zum 1. Dezember 1941 erhielt er an der Reichsuniversität Straßburg einen Lehrstuhl für „Philosophie und europäische Weltanschauungsgeschichte“ und wurde zum Direktor eines gleichnamigen Seminars ernannt. Ziel sollte die Vertiefung der „geschichtliche[n] Erkenntnis der weltanschaulichen Grundlagen der europäischen Kulturen“ und Vergegenwärtigung der „Leitwerte unserer völkischen Gemeinschaft in der konkret-geschichtlichen Lage unserer Zeit“ sein. Böhm war durch seine Einberufung aber noch hauptsächlich an Paris gebunden, weshalb er seine Ambitionen nicht verwirklichen und sich auf gelegentliche publizistische Beiträge zur „europäischen Weltanschauungsgeschichte“ beschränken musste.
Böhm schrieb während dieser Zeit auch Beiträge für deutsche Besatzungszeitungen (Brüsseler Zeitung, Deutsche Zeitung in den Niederlanden).  Er nahm anschließend wieder am Kriegsgeschehen teil, geriet in Gefangenschaft und starb Anfang März 1946 in einem Lager in Lebedjan an Unterernährung.

## Wirken
Zunächst ein Schüler Heinrich Rickerts, wurde Böhm durch den Philosophiehistoriker Ernst Hoffmann die von Rickert nicht sonderlich beachtete Philosophie der Spätantike, des Mittelalters und der Neuzeit von Augustin bis Descartes nahegebracht. Hoffmann ermöglichte es Böhm auch, lange Zeit vor seiner Dissertation Texte in der Badischen Lehrerzeitung zu veröffentlichen.
Zur Zeit der Weimarer Republik ein kulturidealistischer Antimodernist, schien er in seinem Aufsatz „Das Kulturproblem“ zunächst einmal Rickerts ideale Kulturwerte darzulegen, erlaubte sich aber einige Aktualisierungen, wodurch er den hermetischen Charakter seiner Dissertation und Habilitation deutlich verließ. Er publizierte zur 1500-Jahr-Feier Augustins in der Badischen Lehrerzeitung eine Artikelserie und zeigte sich als Katholik empfänglich für eine „mittelalterliche Kulturtotalität“ bzw. „Kultureinheit“. Zumindest die Universalität des Geistigen stellte für ihn eine dauerhafte Verpflichtung dar, eine Verabsolutierung von modernen Erscheinungen dieser Totalität wie Rasse, Volk, Nation oder was auch immer sich empirisch für eine Anbetung ergebe, erteilte er eine Absage. Die Nation, der „Wirtschaftsabsolutismus“, Kapitalismus wie Marxismus hätten (wieder) in den Dienst der „idealen Kultur“ zu treten. Dabei sah Böhm für diese Kultur wiederum die Notwendigkeit, eine neuzeitliche Individualität zuzulassen, was ebenso sein Festhalten an der auf dem Nationalliberalismus aufbauenden Kulturphilosophie Rickerts zeigte als auch seine Ablehnung romantischer Regressionen.
Die Kultur war für Böhm ideal dazu geeignet, eine Klassenversöhnung zu erreichen. Während durch eine Hingabe an die immanente Gesetzlichkeit des ökonomisch-technischen Prozesses die Kultur nur noch ein Thema für Wenige werde, könne durch eine kulturelle Beherrschung des Prozesses die Kultur wieder zu einer Angelegenheit des Volkes werden. Den Volksbegriff fixierte Böhm nicht ethnisch, sodass er es für wünschenswert hielt, dass sich die Menschen im Sinne von Lessings Nathan auf einer gemeinsamen Ebene begegnen könnten.
Nach der Machtergreifung änderte Böhm seinen Antimodernismus dahingehend, dass er dessen religiöse Erwartungen verschärfte, der Säkularismus im Geschichtsverständnis müsse aufgegeben, die Geschichte wieder religiös begriffen und ein Gegensteuern zur aus der im 19. Jahrhundert erfolgten Ablösung von der Transzendenz eingeleitet werden. Hier kam für Böhm der Erste Weltkrieg gelegen, der mit seinem „Einbruch des Schicksals“ sämtliche Illusionen über die Universalität der Kultur zerstört und erkennbar gemacht habe, dass das Volk eine Wirklichkeit darstelle. Für Böhm führte der Begriff des Volksgeistes die natürliche und kulturelle Eigenart eines Volkes in eine metaphysische Ordnung über. In dieser Ordnung werde die Eigenart Träger einer nicht selbst erteilten, sondern nur erfahrbaren und unter größtem Einsatz zu erfüllenden Berufung.
Für Christian Tilitzki sieht dieser Einschluss des Volkes in eine metaphysische Ordnung, die eine Sehnsucht Böhms nach „unverfügbaren Handlungsnormen“ darstelle, wie ein „nicht überwundener Katholizismus“ aus. Der religiöse Aspekt ging in der Folgezeit zurück, das Hauptmotiv aus der Weimarer Zeit, der kulturkritische Ansatz, blieb jedoch erhalten. Die „Werte“ und die „menschheitliche Kultur“ waren nun durch das Volk und die in ihm wirkenden konstanten Kräfte ersetzt worden, die das „Reich der Mittel“ als Ausdruck einer destruktiven Moderne unter Zwang in ein vernünftiges Ordnungssystem zurückführen sollten. Die früheren Kulturwerte standen nun in diesem Konzept für einen westlichen, französischen Geist.
Auch wenn Böhm mit Bezug auf seinen Anticartesianismus in Heidelberg für das Extraordinat berufen wurde, so hat das Werk doch viele Kritiker gefunden. Gotthard Günther verteidigte die „Ratio“ gegen Böhms „Tiraden gegen das Rationale“, während Hermann Zeltner und Johannes Hoffmeister monierten, dass Böhm sich in politisch-historischer Polemik (Zeltner) bzw. im Fragmentarischen (Hoffmeister) verliere. Weitere Kritik bezog sich darauf, dass Böhm sich schwer tue, deutsche und abendländische Traditionen zu trennen, außerdem wurde ihm vorgeworfen, die „Ur-Feindschaft zwischen Abendland und Bolschewismus“ zu verdecken.
Während des kurzen Zeitraums bis zur Einberufung blieb Böhms Wirkung auf den wissenschaftlichen Nachwuchs gering. Drei Promotionen gingen auf seine Anregung zurück, ansonsten agierte er meist als Korreferent Kriecks für dessen Doktoranden und Habilitanden und betreute ehemalige Schüler Hoffmanns und Jaspers’.